# Tashkurgán
Tashkurgán (en uigur: تاشقۇرغان, romanizado: Tashqurghan; en chino, 塔什库尔干; pinyin, Tǎshíkù'rgān) es un poblado localizado en el condado autónomo Tashkurgán de la prefectura de Kasgar, en el suroeste de la región autónoma Sinkiang Uigur y por ende en el territorio fronterizo sudoeste de la República Popular China. Su área es de 25 km² y su población total para 2018 superó los 7 mil habitantes.

## Administración
Desde 2019, el poblado de Tashkurgán está conformado de 6 comunidades, estas se organizan  en 3 juntas vecinales y 3 comités de barrio.

## Historia

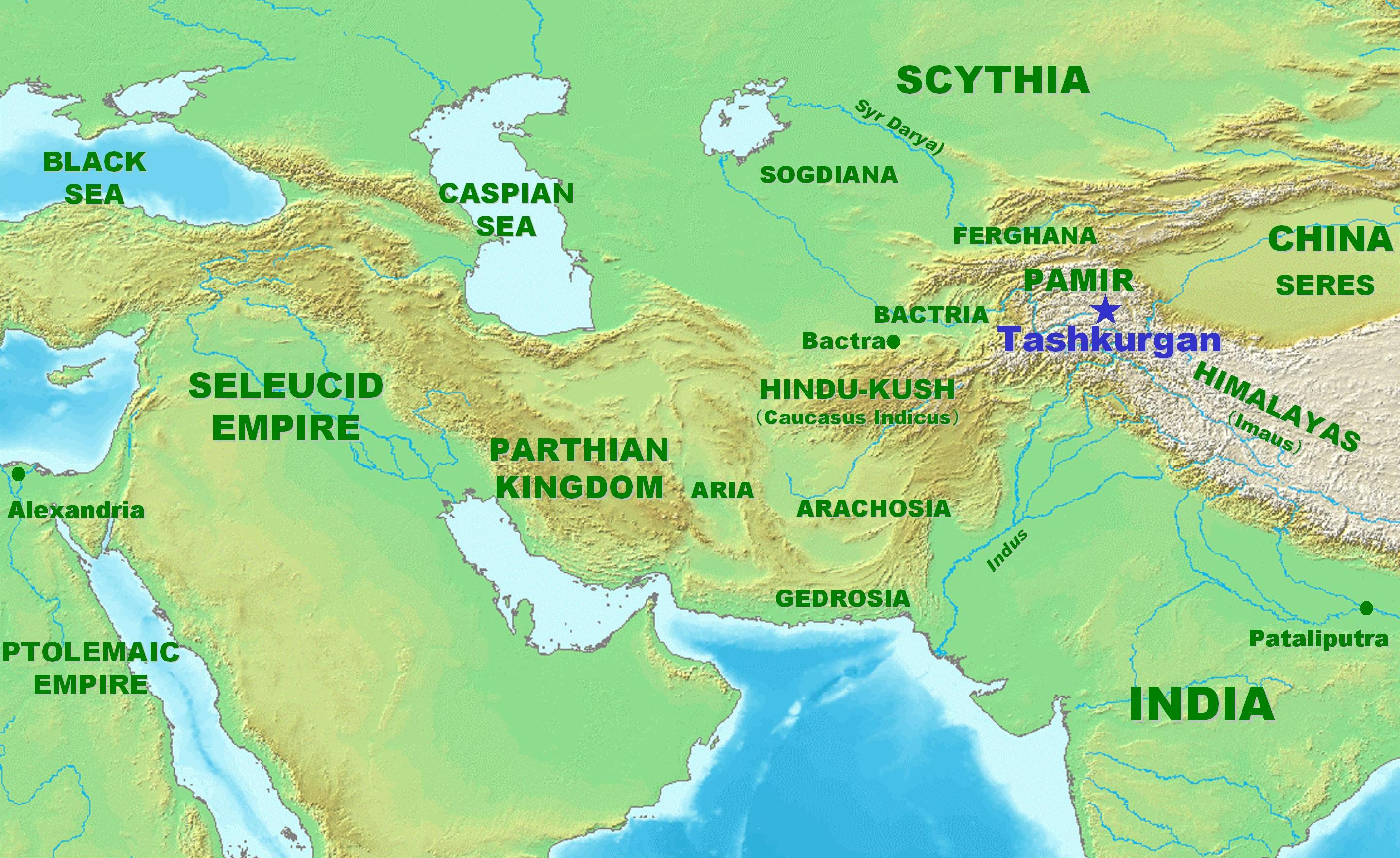
Tashkurgan fue llamada la Torre de Piedra en la Antigüedad clásica, y fue una puerta de entrada -Turquestán Oriental mediante- a la China (El sitio está en azul, clicar para aumentar la imagen).

En la Antigüedad Tashkurgan fue conocida como la "Torre de Piedra" y fue la puerta hacia el Turquestán Oriental, China. De este modo la ciudad de Tashkurgan tiene una larga historia como una etapa en la Ruta de la Seda. Las principales pistas de caravanas irradiaban desde la "Torre de Piedra" hasta Kasgar, en el norte, Karghalik hacia el este, el Badakhshán y el Waján al oeste, y Chitral y el valle de Hunza al suroeste.
Alrededor de 2000 años atrás, durante la dinastía Han, Tashkurgán fue el principal centro del Reino de Puli (蒲犁 o Puli guo 蒲犁国 ) uno de los seis reinos de las Regiones Occidentales (西域, Xīyù) en tiempos de la dinastía Han. Más tarde se hizo conocido como Varshadeh. Algunos estudiosos creen que la Torre de Piedra (Turris Lapis o Turris Lapili) mencionada en el mapa de Claudio Ptolomeo se refiere a Tashkurgán.
Siglos más tarde se convirtió en la capital del reino Sarikol (色勒库尔) en las montañas de Pamir, y más tarde del llamado Qiepantuo (朅盘陀) en el área de influencia persa.
Durante la dinastía Wei y la dinastía Jin se amplió de forma gradual. Después de la unificación de las Regiones Occidentales durante la dinastía Tang se construyó la oficina china militar del Pamir (cōnglǐng shǒuzhuō,  葱岭守捉); en esa época fue visitada por el célebre monje y peregrino budista Xuanzang. 
Durante la dinastía Qing fue sede del departamento de Puli (Puli ción, 蒲犁厅) y del distrito Puli (Puli Xian, 蒲犁县); en la época Guangxu el distrito fue restaurado con esta ciudad por capital. Sus puertas de la ciudad, paredes, aberturas y almenas están bien conservados. En la esquina noreste de la ciudad existe una gran fortaleza conocida como el Castillo de la Princesa que data de la dinastía Yuan (1277 a 1367 d. C.) y es tema de muchas leyendas locales. Por otra parte, cerca de tal fortaleza, existen las ruinas de un templo zoroástrico. Actualmente la ciudad de Tashkurgan posee un museo que guarda y exhibe artefactos locales.

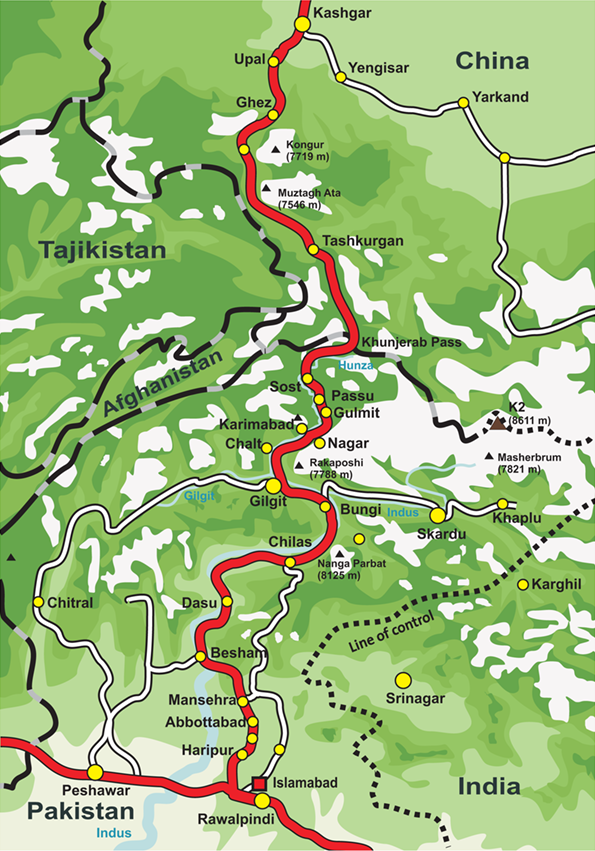
Plano de la autovía Karakoram.

Hoy Tashkurgan está en la carretera (autovía y autopista) Karakoram, que sigue la antigua Ruta de la Seda; la ruta de China a Pakistán. Hay alojamiento disponible y se recomienda allí pernoctar a los viajeros procedentes de China rumbo a Pakistán a fin de tener la mejor oportunidad de cruzar el frecuentemente nevado paso Khunjerab aprovechando la luz del día. Un registro policial debe hacerse antes de entrar en el Tashkurgan, incluso quienes tienen ciudadanía china deben recibir el permiso escrito de su departamento local de policía antes de entrar en la región.
La ciudad de Tashkurgán se encuentra aproximadamente 230 km al sur de Kasgar y es el último pueblo de control chino antes de la frontera con Pakistán, unos 120 km al sur en el ya mencionado paso Khunjerab. Desde el 2006 existe un servicio de transporte carretero entre las localidades hoy china de Kasgar y pakistaní de Gilgit. Sin embargo, el cruce de la frontera entre China y Pakistán en el paso Khunjerab (considerada la mayor frontera de paso montano en el mundo) solo está abierta entre los días 1 de mayo y 15 de octubre de cada año, debido a que durante el invierno boreal los caminos están bloqueados por la nieve.

## Descripción

### Ubicación
Tashkurgán se ubica al pie oriental del nudo del Pamir en la latitud -37°46′18″N y la longitud 75°13′43″E. Las coordenadas sexagesimales son 37°46′18″N 7°13′43″E / 37.77167, 7.22861. Su equivalente en coordenadas decimales: 37.77167; 75.22861. Está a una altitud de unos 3300 metros sobre el nivel del mar. Se encuentra en el norte del Distrito Autónomo Tayiko Taxkorgan (塔什库尔干塔吉克自治县), y a 400 km al oeste de la ciudad de Kasgar en la antigua Ruta de la Seda.

### Toponimia
Tashkurgan es un nombre uigur que significa torre de piedra o kurgán de piedra o -por extensión- fortaleza de piedra. La ortografía oficial china actual transcripta al presente alfabeto romano es Taxkorgan, mientras que Tashkorgan o Taxkurgan aparece ocasionalmente en varios textos (especialmente en cartografía). El nombre se escribe en uighur con caracteres arábigos como تاشقۇرغان; en caracteres chinos simplificados o sinogramas como: 塔什库尔干 y en sinogramas tradicionales 塔什庫爾干 o 石头城遗址, Shitou cheng yizhi; la pronunciación china según la norma pinyin es "Tǎshíkù'ěrgān", la pronunciación en español castellano más aproximada es: tash-curgán.

### Geografía
Ubicada en un elevado y estrecho valle entre el nudo del Pamir y los montes Kunlun, limitando ese valle con la cordillera del Karakórum al sur y con el elevado monte Muztagh Ata de 7546 m de altura que se ubica unos 55 km al norte de esta ciudad. Tashkurgán es la capitaL del condado autónomo Tashkurgán Tayiko al cual da el nombre. Está emplazada en una zona de mesetas esteparias semidesérticas de clima continental y montano a una altitud de 3600 metros sobre el nivel del mar en las fronteras actuales de China con Tayikistán y Afganistán y cerca de la frontera de Kirguistán y Pakistán. La ciudad de Tashkurgán es un antiguo mercado de ovejas, lana y productos de lana -en particular alfombras-, y está rodeada de huertos. La mayoría de la población en la ciudad es tayika. La mayoría de los tayikos en la región hablan el dialecto sarikoli. También hay en las cercanías una aldea de tayikos que hablan el dialecto wakhi. Por otra parte los idiomas chino y uigur son también muy hablados en la ciudad y sus alrededores.
El río de Tashkurgán comienza justo al norte del elevadísimo paso de Khunjerab (4693 m s. n. m.) y fluye hacia el norte seguido en el valle por un tramo de la autopista del Karakórum - Tashkurgán. Tal río corre por el norte de la ciudad de Tashkurgan fluyendo a través de un desfiladero hasta la cuenca del Tarim, en la cual se une al río Yarkand.
Algunas de las poblaciones más cercanas se ubican unos 50 km al oeste, ya en Tayikistán y son las pequeñas localidades de Toktomah, Shaimak y Kizylrabot.

### Clima
| Parámetros climáticos promedio de Tashkurgán (1971−2000) | Parámetros climáticos promedio de Tashkurgán (1971−2000) | Parámetros climáticos promedio de Tashkurgán (1971−2000) | Parámetros climáticos promedio de Tashkurgán (1971−2000) | Parámetros climáticos promedio de Tashkurgán (1971−2000) | Parámetros climáticos promedio de Tashkurgán (1971−2000) | Parámetros climáticos promedio de Tashkurgán (1971−2000) | Parámetros climáticos promedio de Tashkurgán (1971−2000) | Parámetros climáticos promedio de Tashkurgán (1971−2000) | Parámetros climáticos promedio de Tashkurgán (1971−2000) | Parámetros climáticos promedio de Tashkurgán (1971−2000) | Parámetros climáticos promedio de Tashkurgán (1971−2000) | Parámetros climáticos promedio de Tashkurgán (1971−2000) | Parámetros climáticos promedio de Tashkurgán (1971−2000) |
| Mes                                                      | Ene.                                                     | Feb.                                                     | Mar.                                                     | Abr.                                                     | May.                                                     | Jun.                                                     | Jul.                                                     | Ago.                                                     | Sep.                                                     | Oct.                                                     | Nov.                                                     | Dic.                                                     | Anual                                                    |
| -------------------------------------------------------- | -------------------------------------------------------- | -------------------------------------------------------- | -------------------------------------------------------- | -------------------------------------------------------- | -------------------------------------------------------- | -------------------------------------------------------- | -------------------------------------------------------- | -------------------------------------------------------- | -------------------------------------------------------- | -------------------------------------------------------- | -------------------------------------------------------- | -------------------------------------------------------- | -------------------------------------------------------- |
| Temp. máx. media (°C)                                    | -4.2                                                     | -1.0                                                     | 6.0                                                      | 12.8                                                     | 16.7                                                     | 20.5                                                     | 23.7                                                     | 23.3                                                     | 18.6                                                     | 11.6                                                     | 4.8                                                      | −1.9                                                     | 10.9                                                     |
| Temp. mín. media (°C)                                    | −18.6                                                    | −15.3                                                    | −7.3                                                     | −0.8                                                     | 3.1                                                      | 6.4                                                      | 9.4                                                      | 8.8                                                      | 3.5                                                      | −3.8                                                     | −10.8                                                    | −16.6                                                    | −3.5                                                     |
| Precipitación total (mm)                                 | 3.2                                                      | 2.6                                                      | 2.4                                                      | 4.8                                                      | 8.0                                                      | 15.5                                                     | 11.3                                                     | 9.6                                                      | 6.0                                                      | 2.1                                                      | .7                                                       | 2.0                                                      | 68.2                                                     |
| Días de precipitaciones (≥ 0.1 mm)                       | 2.1                                                      | 2.4                                                      | 2.2                                                      | 2.5                                                      | 5.1                                                      | 6.8                                                      | 6.2                                                      | 4.6                                                      | 2.9                                                      | 1.7                                                      | .5                                                       | 1.6                                                      | 38.6                                                     |
| Fuente: Weather.com.cn                                   |                                                          |                                                          |                                                          |                                                          |                                                          |                                                          |                                                          |                                                          |                                                          |                                                          |                                                          |                                                          |                                                          |